# 他化自在天
他化自在天（梵文：परनिर्मित वशवर्तिन्，Para-nirmita-vaśa-vartin），佛教认为六道轮回裏天道中的欲界六天的第六天。主流的説法聲稱魔王波旬居住在此天，但亦有説法聲稱魔王波旬及其他魔羅居住在位於他化自在天上方的魔羅天。

## 概论
他化自在天人無須自己行樂，而愛下凡到世間遊戲變化，以他人之樂事而爲自在，故曰「他化自在天」。祂們為了自身有長久的快樂之源泉，便要使得世人都沉溺於欲樂。據龍樹菩薩《大智度論》所說，他化自在天眾生以他人的寶貝化做自己遊戲而自在的天界。
這裡的一晝夜為人間的一千六百年，此天天人的壽命為一万六千歲，相當於人間的92億1600萬年；身长十六由旬。男女情爱之事暂时相视即可完成，新生儿在膝上化生。

## 另見
- 第六天魔王